# Rašeliniště pod Pětirozcestím
Rašeliniště pod Pětirozcestím je přírodní památka v chráněné krajinné oblasti Orlické Hory, poblíž obce Zdobnice v okrese Rychnov nad Kněžnou. Oblast spravuje AOPK ČR.
Důvodem ochrany je typické svahové rašeliniště v dynamickém vývoji s několika trhlinovými rašelinnými jezírky s typickou hodnotnou flórou vzácných a ohrožených druhů.

## Fotogalerie

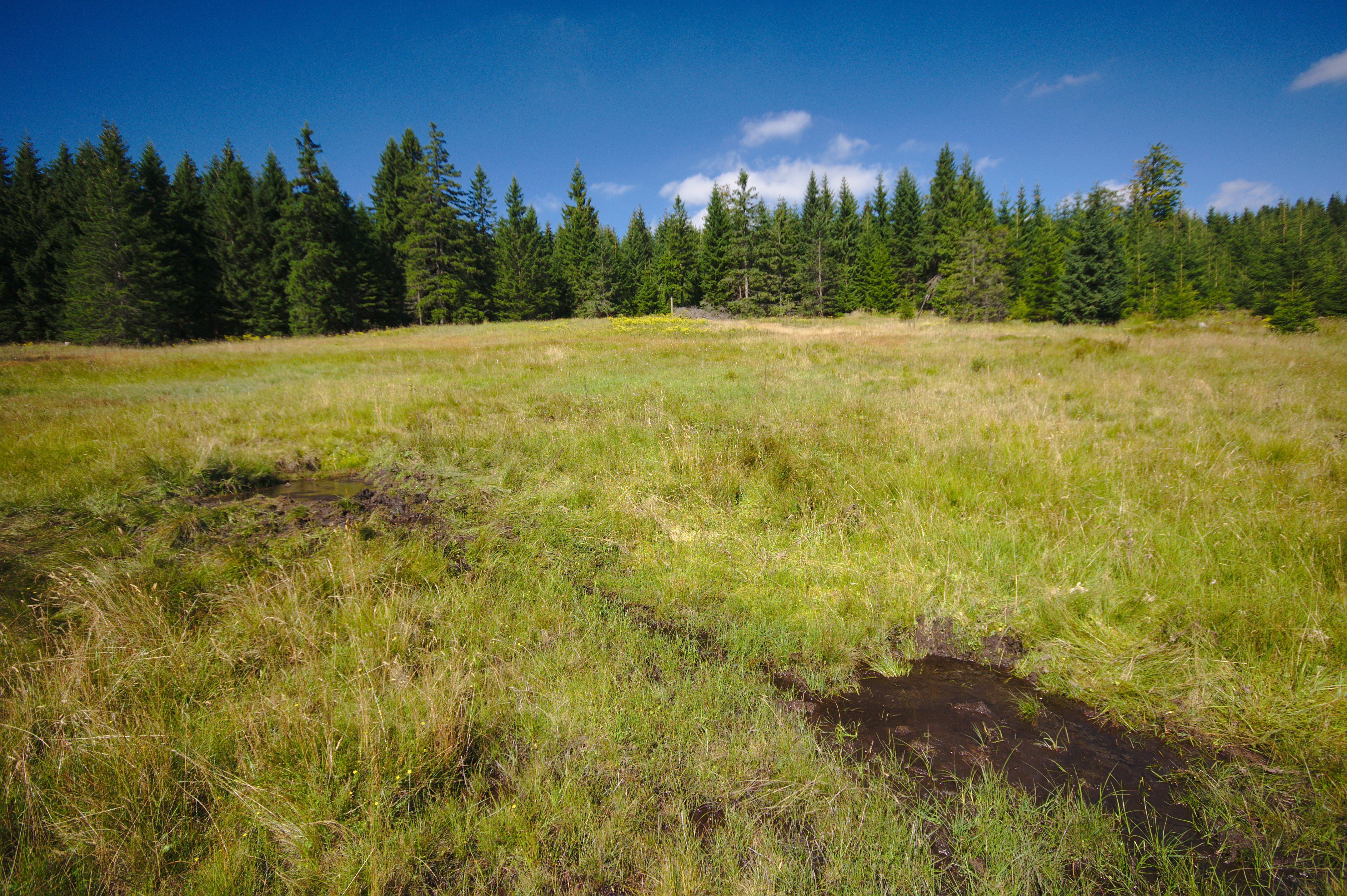
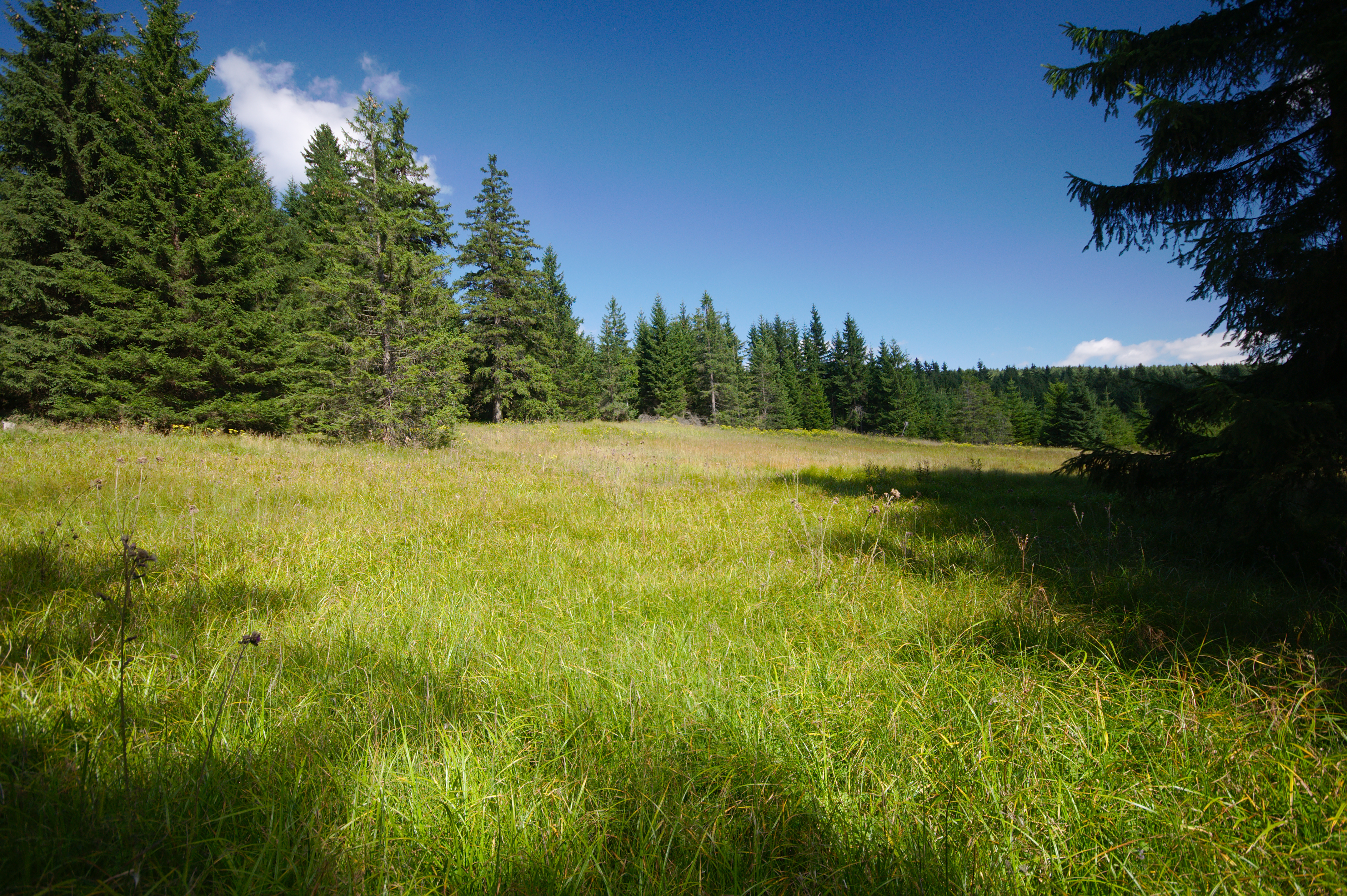
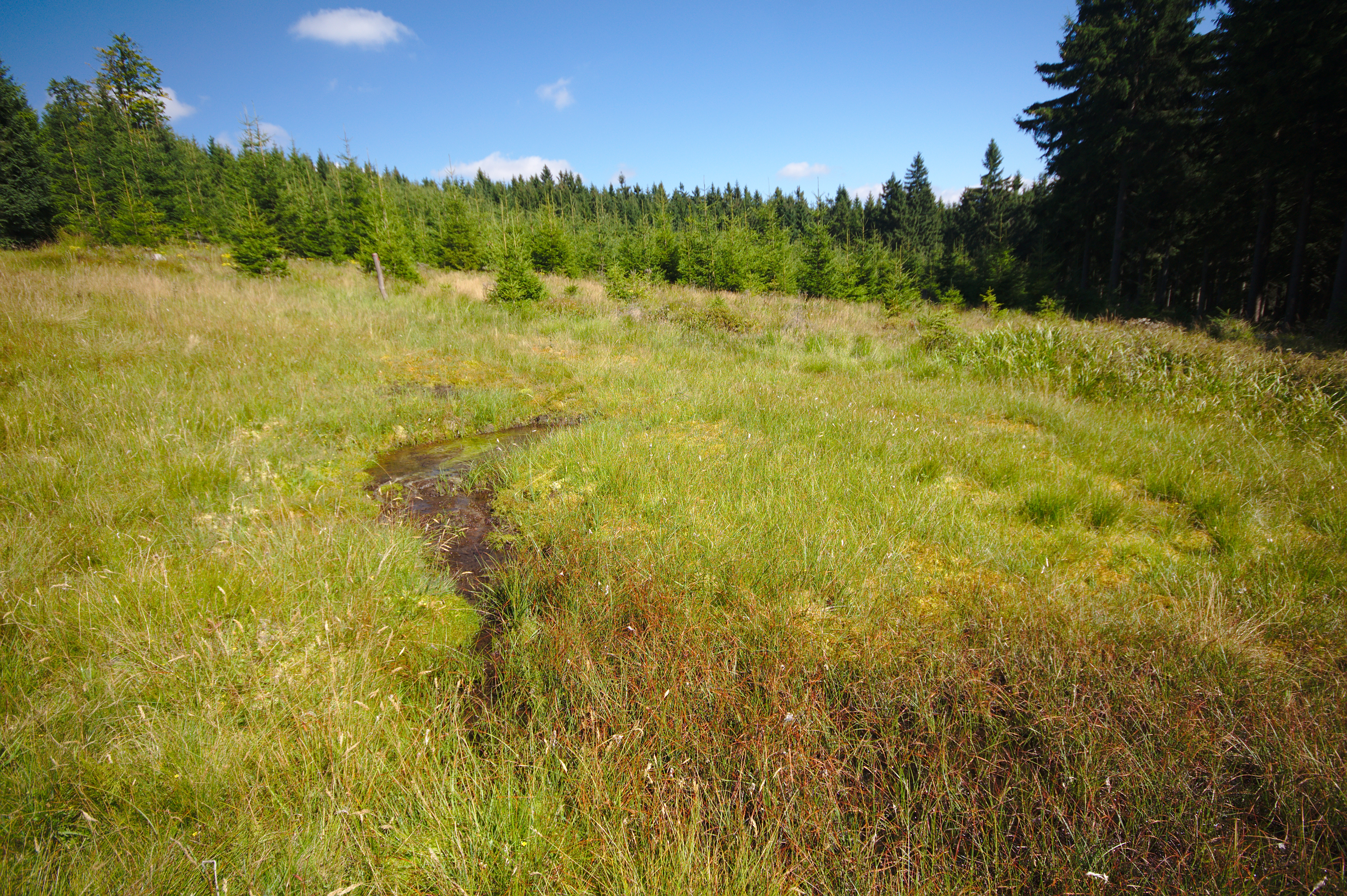
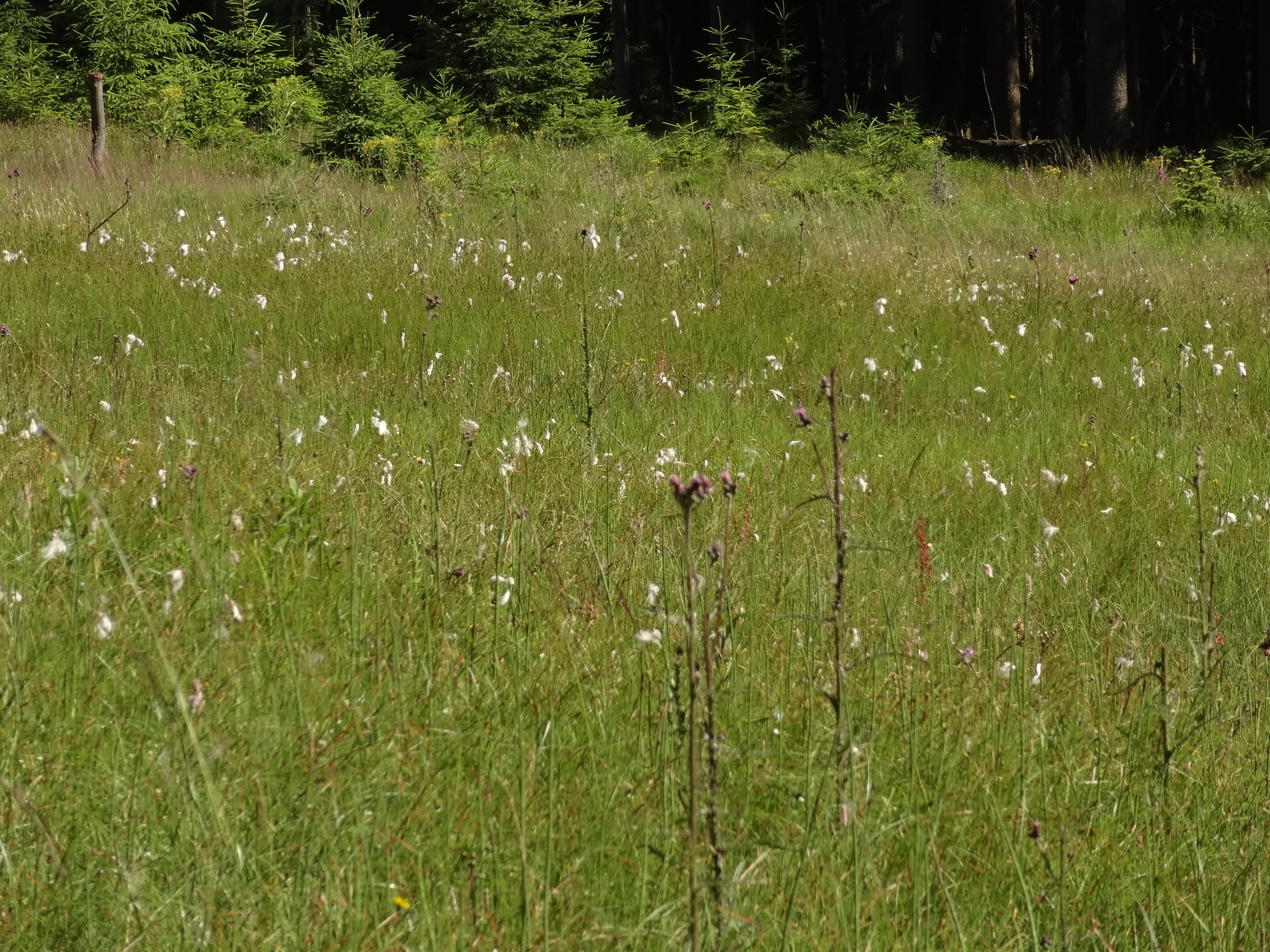
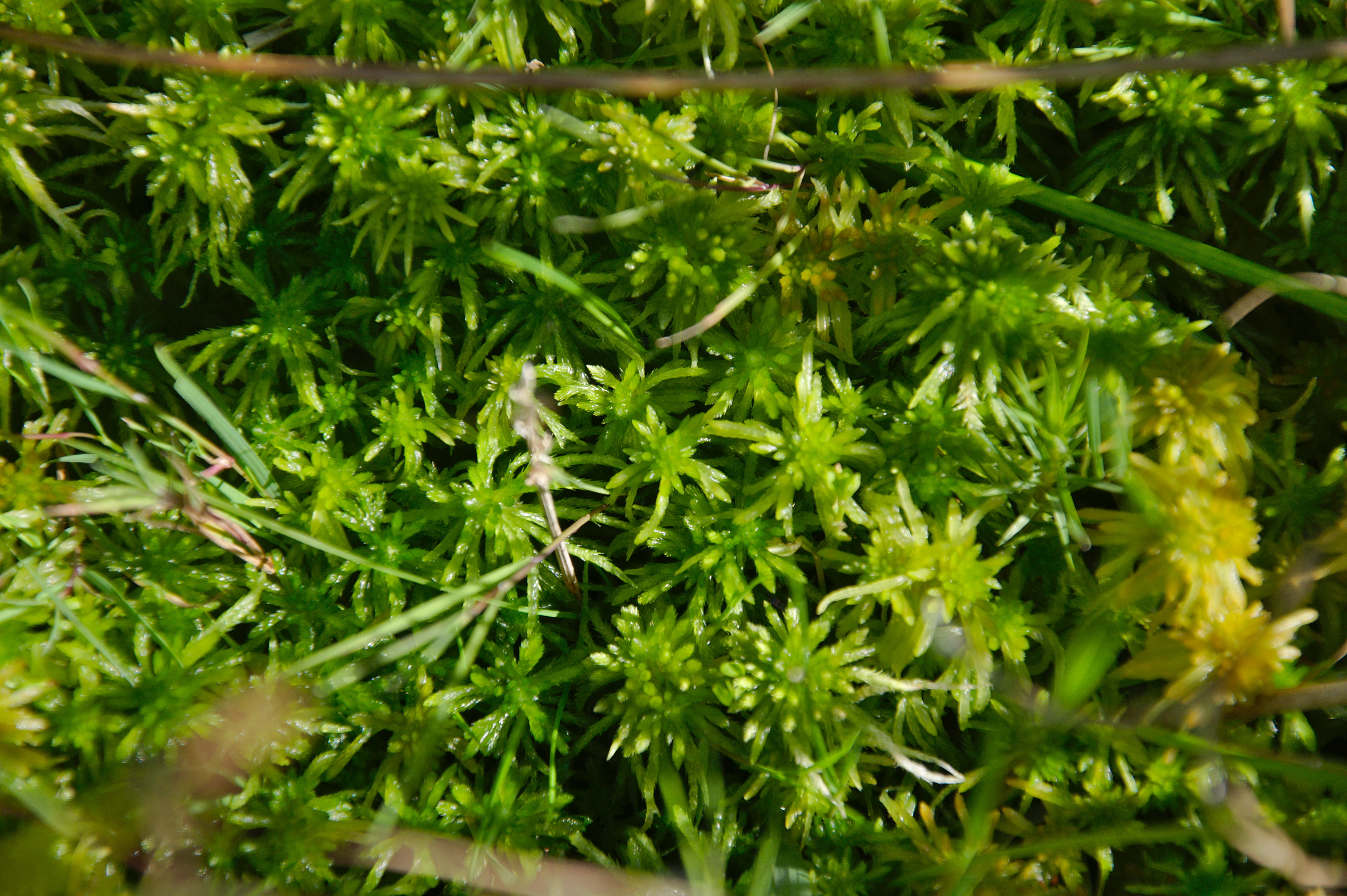
Rašeliník